# Costanzo Antegnati
Costanzo Antegnati (Brescia, 9 dicembre 1549 – Brescia, 14 novembre 1624) è stato un compositore e organaro italiano.

## Biografia
Costanzo nacque in una famiglia di organari attiva tra la fine del XV secolo a gli inizi del XVIII secolo a Brescia, gli Antegnati, i più importanti costruttori di organi della regione. Forse per riscattare una sua situazione familiare discontinua, suo padre Graziadio Antegnati si adoperò molto per l'educazione e la carriera di suo figlio. Costanzo ebbe sua formazione musicale affidata a Giovanni Contino e Girolamo Cavazzoni, attivi a Mantova presso la corte musicale più stimolante dell'epoca, assieme a quella ferrarese e della repubblica di Venezia.

### Attività di organaro
A soli ventuno anni, viene inviato dal padre a sistemare l'organo di Santa Barbara in Mantova, rassicurando il duca Guglielmo Gonzaga sulle sue capacità. Costanzo ha collaborato con suo padre nella costruzione dell'organo Antegnati più grande e famoso al mondo, quello di 16 piedi costruito nel 1581 per i frati della chiesa di San Giuseppe a Brescia.
Nel 1595 fu commissionata da Caterina Gonzaga, figlia del marchese Alfonso Gonzaga, la costruzione dell'organo per la chiesa prepositurale di Sant'Erasmo a Castel Goffredo (Mn).
Da quell'epoca la collaborazione sarà continua e verrà talvolta testimoniata da firme congiunte poste dentro le canne più grandi realizzate, come ad esempio quella esistente dentro la monumentale canna di 16 piedi (oltre 5 metri) dell'organo della chiesa di San Giuseppe. In quarant'anni costruisce o effettua circa 25 lavori, ma alla luce dei fatti bisognerà stabilire meglio quanti subappalti abbia ceduto a Bernardino Virchi o ai fratelli Moroni (come nel caso della chiesa del Corlo) e in quanti lavori abbia fatto in realtà da garante il padre.
Dei suoi strumenti non rimane quasi nulla, solo pochi reperti. Nel bresciano appronta quelli per San Giuseppe (1581) e Bagolino (1590, entrambi assieme al padre), Gardone Riviera e Carmine di Salò (1594), San Gaetano in città (1596), Lonato e Calcinato (1601); per Polpenazze (1609) è garante per il figlio.
Nel bergamasco notevole è l'organo Antegnati della chiesa di San Nicola (1588) sottoposto nel 1996 ad un accurato lavoro di restauro, supportato da ricerche organologiche e filologiche.
Nel comasco realizzò l'organo di Peglio (Lombardia) tra il 1608 e il 1627. É recente la scoperta, sempre in provincia di Como, di un consistente nucleo di canne da lui costruite nell'organo Biroldi del Santuario di Somazzo di Uggiate Trevano

### Attività di compositore
In effetti Costanzo dagli anni novanta del secolo pare dedicarsi sempre di più alla sua attività di organista, compositore, perito e trattatista, oltre che alla conduzione delle immense ricchezze ereditate e accumulate e alla promozione sociale, che lo porteranno agli inizi del secolo a fregiarsi del titolo di “Patritii Brixiani Organistae”.
Come organista venne assunto nel 1584 al Duomo. Fu dispensato dall'incarico nel 1620 perché, come testimonia Ottavio Rossi: “opera e compone, se ben vecchio e storpiato d'apoplessia (alla mano sinistra) e come benemerito è riconosciuto dalla città con onorato stipendio”, che non gli venne tolto fino alla sua morte.
Come compositore si palesa nel 1571 con la pubblicazione a Venezia de “Il Primo Libro de Madrigali a Quatro Voci con uno Dialogo a Otto”, poi con cadenza quasi biennale pubblicherà composizioni principalmente sacre (messe, salmi e mottetti) ma anche profane, riprese in varie antologie dell'epoca, anche straniere (ad esempio, nella raccolta Nova musices organicae tabulatura di Johann Woltz, pubblicata nel 1617).
L'opera che, oltre agli strumenti, ha diffuso e tramandato la sua fama e quella della famiglia è “L'Arte Organica, Dialogo trà Padre, & Figlio, à cui per via d'Auuertimenti insegna il vero modo di sonar, & registrar l'Organo; con l'indice de gli Organi fabbricati in casa loro. Opera xvj. Utile e necessaria à gli Organisti”. Il breve trattato è stato dato alle stampe a Brescia nel 1608 in allegato a “L'Antegnata” un'intavolatura di 12 ricercari d'organo in tutti i toni, sull'esempio del suo maestro Cavazzoni.
Oltre a regole di galateo organistico e consigli di registrazione, Costanzo dà indicazioni di prassi esecutiva e una regola per l'accordatura di organi e cembali. Descrive le disposizioni foniche e alcune caratteristiche tecniche di diversi tipi di organi costruiti dalla loro officina.
Nell'Indice elenca ben 144 lavori, effettuati nei territori e nelle città di Brescia, Mantova, Bergamo, Valtellina, Como, Crema, Milano, Pavia, Lodi, Parma, Cremona, Verona, Vicenza, Padova e Venezia.
L'elenco è da aggiornare, perché si stima che i lavori effettuati in realtà ammontino a circa 400, raggiungendo località come Torino, Saronno, Bellinzona, Lugano, Varese, Ferrara, Rovereto, Modena, Ferrara.
Costanzo di fatto chiude la grande epopea antegnatiana.